# O’Bannon (Schiff, 1979)
Die USS O’Bannon (DD-987) war ein zur Spruance-Klasse gehörender Zerstörer der United States Navy, der im Februar 1977 in Dienst gestellt wurde. Das Schiff blieb bis August 2005 im aktiven Dienst, ehe es am 6. Oktober 2005 als Zielschiff versenkt wurde.

## Geschichte
Die O’Bannon wurde am 15. Januar 1972 als Einheit der Spruance-Klasse in Auftrag gegeben und am 21. Februar 1977 in der Werft von Ingalls Shipbuilding auf Kiel gelegt. Das Schiff lief am 25. September 1978 vom Stapel und wurde am 15. Dezember 1979 in Dienst gestellt. Der Zerstörer erhielt seinen Namen zu Ehren des USMC-Offiziers Presley O’Bannon, der von 1776 bis 1850 lebte.
Die O’Bannon war ursprünglich an der Naval Base Charleston stationiert und wurde aufgrund der Schließung des Stützpunktes der Naval Station Mayport zugeordnet, die bis zur Außerdienststellung im Jahr 2005 Heimathafen blieb. In den ersten Dienstjahren nahm das Schiff an diversen Übungseinsätzen teil, darunter die multinationalen Manöver UNITAS, BALTOPS und MEF 3-97. Nach mehreren Versuchen, das Schiff an ausländische Kriegsmarinen zu verkaufen, wurde beschlossen, es schließlich am 6. Oktober 2008 als Zielschiff durch die USS Dwight D. Eisenhower Carrier Group zu versenken.